# Saint-Nabor
Saint-Nabor är en kommun i departementet Bas-Rhin i regionen Grand Est (tidigare regionen Alsace) i nordöstra Frankrike. Kommunen ligger i kantonen Rosheim som tillhör arrondissementet Molsheim. År 2022 hade Saint-Nabor 511 invånare.

## Befolkningsutveckling
Antalet invånare i kommunen Saint-Nabor
| Referens: INSEE |